# Taylor megye (Wisconsin)
Taylor megye az Amerikai Egyesült Államokban, azon belül Wisconsin államban található. Megyeszékhelye és legnagyobb városa Medford. Lakosainak száma 19 913 fő (2020. április 1.). Taylor megye Price, Lincoln, Marathon, Clark, Chippewa és Rusk megyékkel határos.

## Népesség
A megye népességének változása:
| Lakosok száma | 20 630 | 20 753 | 20 477 | 20 610 | 20 455 | 19 913 |
|               | 2010   | 2011   | 2012   | 2013   | 2015   | 2020   |